# آنجلو دامیانو
آنجلو دامیانو (ایتالیایی: Angelo Damiano؛ زادهٔ ۳۰ سپتامبر ۱۹۳۸) دوچرخه‌سوار اهل ایتالیا است.
وی در مسابقات کشوری و بین‌المللی در مجموع برندهٔ ۱ مدال طلا، ۱ مدال برنز شده‌است.